# قانون الغذاء والدواء ومواد التجميل
القانون الفدرالي الأمريكي للغذاء والدواء ومواد التجميل Federal Food, Drug, and Cosmetic Act ، واختصاره (FFDCA أو FDCA أو FD & C) وهو مجموعة من القوانين التي أقرها الكونغرس في عام 1938 ويعطي سلطة لإدارة الغذاء والدواء الأمريكية (FDA) للإشراف على سلامة الغذاء والأدوية، ومستحضرات التجميل.
كان المشرع الرئيسي لهذا القانون هو رويال س. كوبلاند، وهو عضو في مجلس الشيوخ من الولايات المتحدة من نيويورك لمدة ثلاث سنوات. في عام 1968، أضيفت أحكام الالكترونية المنتج الإشعاع تحكم إلى القانون. أيضًا في ذلك العام شكلت إدارة الغذاء والدواء (FDA) تنفيذ دراسة كفاءة الدواء (DESI) لدمجها في لوائح القانون والتوصيات من الأكاديمية الوطنية للعلوم التحقيق في فعالية الأدوية المسوقة سابقا. تم تعديل القانون عدة مرات، كان آخرها لإضافة متطلبات حول الاستعدادات للإرهاب البيولوجي. تأثر إدخال هذا القانون بوفاة أكثر من 100 مريض بسبب دواء السلفانيلاميد حيث تم استخدام داي إيثيلين جلايكول لإذابة الدواء وصنع سائلًا (انظر كارثة إكسير سلفانيلاميد). وقد حلت محل قانون الأغذية والأغذية النقية السابق لعام 1906.

## محتويات
يحتوي قانون FDC على عشرة فصول

### الفصل الثاني: تعريفات
- 201 (و) هو تعريف الغذاء، والذي يتضمن صراحة العلكة
- 201 (g) هو تعريف الدواء
- 201 (ح) هو تعريف لجهاز طبي
- 201 (ق) هو تعريف المضافات الغذائية
- 201 (ff) هو تعريف الملحق الغذائي

### الفصل الثالث: الأعمال المحظورة والعقوبات
يحتوي هذا القسم على بنود القانون المدني والقانون الجنائي. معظم الانتهاكات بموجب القانون هي انتهاكات مدنية، رغم أنها متكررة ومقصودة ومخالفة للقانون، وتتم تغطيتها كجزء من القانون الجنائي. تتطلب جميع انتهاكات القانون المذكور أن توجد تجارة بين الولايات بسبب بند التجارة، ولكن غالبًا ما يتم تفسير ذلك على نطاق واسع، وتعتبر بعض المنتجات بخلاف المنتجات الخام خارج نطاق الفعل.
والجدير بالذكر أن القانون يستخدم المسئولية الصارمة بسبب قضايا Dotterweich  وPark بالمحكمة العليا. إنها واحدة من عدد ضئيل جدًا من القوانين الجنائية.

### الفصل الرابع: طعام
هناك تمييز في غش الأغذية بين تلك المضافة والتي توجد بشكل طبيعي. المواد التي يتم إضافتها يتم الاحتفاظ بها بشكل أكثر صرامة «قد تجعل (أنها) ضارة بالصحة» القياسية، في حين أن المواد الموجودة بشكل طبيعي تحتاج فقط إلى مستوى «لا يجعلها عادةً ضارة بالصحة»

### الفصل الخامس: المخدرات والأجهزة
505 هو وصف عملية الموافقة على الدواء
510 (k) هو القسم الذي يسمح بتخليص الأجهزة الطبية من الفئة الثانية
515 هو وصف عملية الموافقة على الجهاز الفئة (III)

### الفصل السابع: الهيئة العامة
704 يسمح بعمليات تفتيش للكيانات الخاضعة للتنظيم. يتم الإبلاغ عن نتائج الفحص في النموذج 483.

## ملون غذائي
ربما كان القانون معروفًا أكثر لدى المستهلك بسبب استخدامه في تسمية إضافات ملون غذائي، مثل "FD & C Yellow No. 6." جعل القانون شهادة بعض الإضافات الغذائية الملونة إلزامية. يتم التعرف على بعض ألوان الطعام بشكل عام على أنها آمنة (GRAS) من قبل إدارة الأغذية والدواء الأمريكية ولا تتطلب شهادة.
تسرد إدارة الغذاء والدواء تسع إضافات ملونة معتمدة من القانون (الأغذية والأدوية ومستحضرات التجميل) للاستخدام في الأطعمة في الولايات المتحدة، والعديد من ألوان القانون (العقاقير ومستحضرات التجميل) المسموح بها فقط في العقاقير للتطبيقات الخارجية أو مستحضرات التجميل. يتم إعفاء المواد المضافة للألوان المستمدة من المصادر الطبيعية، مثل الخضروات والمعادن أو الحيوانات، والنظراء الصناعيين من المشتقات الطبيعية، من التصديق. كلا الاصطناعية وبطبيعة الحال المستمدة الإضافات اللونية تخضع لمعايير صارمة للسلامة قبل الموافقة عليها لاستخدامها في الأطعمة.
ألوان معتمدة
| الاسم              | الاسم الشائع         | لون                      | تعليق |
| ------------------ | -------------------- | ------------------------ | ----- |
| FD&C الأزرق رقم 1  | الزرقاء اللامع ف س ف | أزرق فاتح                |       |
| FD&C الأزرق رقم 2  | اندجوتين             | أزرق غامق                |       |
| FD&C الاخضر رقم 3  | أخضر سريع ف س ف      | لون أخضر ضارب إلى الزرقة |       |
| FD&C الأحمر رقم 3  | حمرة الأريتروزين     | أحمر الكرز               |       |
| FD&C الأحمر رقم 40 | حمرة اليورا AC       | أحمر برتقالي             |       |
| FD&C الأصفر رقم 5  | تارترازين            | ليمون أصفر               |       |
| FD&C الأصفر رقم 6  | أصفر الغروب ف س ف    | البرتقالي                |       |

## مضافات غذائية
يتطلب القانون الفيدرالي للأغذية من المنتجين من المضافات الغذائية لإثبات قدر معقول من اليقين أن لا ضرر سوف ينجم عن الاستخدام المقصود من مادة مضافة. إذا وجدت إدارة الأغذية والأدوية أن المضافات آمنة، تصدر الوكالة لائحة تحدد الظروف التي يمكن استخدام المادة المضافة فيها بأمان.

### تعريف المضافات الغذائية
تعرّف إدارة الأغذية والأدوية تعريفًا مختصرًا لـ "المضافات الغذائية" على أنه "أي مادة من الأغراض المقصودة التي تنتج عنها النتائج أو قد يكون من المتوقع بشكل معقول أن تنتج، بشكل مباشر أو غير مباشر، في كونه مكونًا أو يؤثر بشكل آخر على خصائص أي طعام (بما في ذلك أي مادة معدة للاستخدام في إنتاج أو تصنيع أو تعبئة أو تجهيز أو تحضير أو معالجة أو تعبئة أو نقل أو حمل الأغذية، بما في ذلك أي مصدر للإشعاع مخصص لأي استخدام من هذا القبيل؛ إذا لم تكن هذه المادة GRAS أو معاقبة عليها قبل عام 1958 أو يمكن استبعاده من تعريف المضافات الغذائية. يمكن العثور على التعريف الكامل في القسم 201 (ق) من القانون، والذي ينص على أي استبعادات إضافية.

## مياه معبأة
يتم تنظيم المياه المعبأة من قبل إدارة الغذاء والدواء كغذاء. وقد نشرت الوكالة معايير الهوية لأنواع المياه (المياه المعدنية، مياه الينابيع)، واللوائح التي تشمل معالجة المياه والتعبئة، ونوعية المياه ووضع العلامات على المنتجات.

## مستحضرات التجميل
يعرّف هذا القانون مستحضرات التجميل بأنها "عبارة عن مواد يقصد بها فركها أو صبها أو رشها أو رشها أو إدخالها إلى الجسم البشري أو تطبيقها بأي طريقة أخرى... للتطهير والتجميل وتعزيز الجاذبية أو تغيير المظهر. وبموجب هذا القانون، لا توافق إدارة الأغذية والأدوية FDA على المنتجات التجميلية، ولكن لأن القانون يحظر تسويق مستحضرات التجميل المغشوشة أو التي تم تصميمها بشكل خاطئ في التجارة بين الولايات، فإنه يمكن أن يزيل مستحضرات التجميل من السوق التي تحتوي على مكونات غير آمنة أو التي يتم تصنيفها بشكل غير صحيح. يمكن لإدارة الأغذية والأدوية القيام بتفتيش منشآت تصنيع مستحضرات التجميل للتأكد من أن مستحضرات التجميل ليست مغشوشة.